# Cantonul Annecy-le-Vieux
Cantonul Annecy-le-Vieux este un canton din arondismentul Annecy, departamentul Haute-Savoie, regiunea Rhône-Alpes, Franța.

## Comune
- Alex
- Annecy-le-Vieux (reședință)
- Argonay
- Bluffy
- Charvonnex
- Cuvat
- Dingy-Saint-Clair
- Menthon-Saint-Bernard
- Nâves-Parmelan
- Pringy
- Saint-Martin-Bellevue
- Talloires
- Veyrier-du-Lac
- Villy-le-Pelloux